# Slovenski raziskovalni inštitut
Slovenski raziskovalni inštitut (SLORI) je raziskovalna institucija slovenske narodne manjšine v Italiji. Od svoje ustanovitve leta 1974 v Trstu se ukvarja s profesionalnim raziskovanjem manjšinske skupnosti ter razvija znanstvene temelje za razvoj te. Zaposluje strokovnjake s področij sociologije, jezikoslovja, psihologije, politične geografije idr., med drugim pa SLORI izdaja publikacije, nudi študijsko infrastrukturo in podporo študentskim raziskovalnim projektom.
Leta 2024 je ob svoji 50-letnici SLORI prejel priznanje Red za zasluge Republike Slovenije s strani slovenske predsednice Nataše Pirc Musar.